# 裴玢
裴 玢（はい ひん、748年 - 812年）は、唐代の官僚・軍人。本貫は京兆府。

## 経歴
疏勒国王の裴綽の五世の孫にあたる。はじめ金吾将軍の論惟明の従者となった。建中4年（783年）、徳宗につき従って奉天に赴き、戦功により忠義郡王に封じられた。貞元2年（786年）、論惟明が鄜坊に駐屯すると、裴玢はその下で都虞候をつとめた。貞元19年（803年）、鄜坊節度使の王栖曜が死去すると、中軍将の何朝宗が反乱を計画し、夜間に火を放った。裴玢は身を匿して火事を放置し、遅く明け方になって何朝宗を捕らえた。徳宗は三司使を派遣して事件を糾問させ、何朝宗と行軍司馬の崔輅を斬った。同州刺史の劉公済が鄜坊節度使となると、裴玢は坊州長史となり、侍御史を兼ね、鄜坊行軍司馬をつとめた。貞元20年（804年）、劉公済が工部尚書となると、裴玢は鄜州刺史に任じられ、御史大夫を兼ね、鄜坊節度観察等使となった。元和3年（808年）、興元尹・山南西道節度使に転じた。元和7年（812年）2月辛亥、死去した。享年は65。尚書左僕射の位を追贈された、諡は節といった。

## 伝記資料
- 『旧唐書』巻146 列伝第96
- 『新唐書』巻110 列伝第35